# GBH (Band)
GBH ist eine britische Punkband aus Birmingham, England. Sie gelten als Mitbegründer des Hardcore Punks.

## Bandgeschichte
GBH steht im Vereinigten Königreich für „Grievous bodily harm“ und ist mit dem deutschen Straftatbestand der gefährlichen Körperverletzung vergleichbar. Die Band gründete sich 1978 in der Besetzung Colin „Col“ Abrahall (Gesang), Colin „Jock“ Blyth (Gitarre), Sean McCarthy (Bass) und Andrew Williams (Schlagzeug). Nach kurzer Zeit benannten sie sich in Charged GBH um, da es bereits eine Band unter dem Kürzel GBH gab.
1980 entstanden zwei Demos, die GBH für die nächsten zwei Jahre Auftrittsmöglichkeiten in britischen Szeneclubs, u. a im 100 Club ermöglichten. Auch eine US-Tour fand statt.
1982 konnte GBH ihr Debütalbum City Baby Attacked by Rats über Clay Records veröffentlichen. Das Album gilt heute, zusammen mit seinem Nachfolger City Baby’s Revenge als Klassiker des Hardcore-Punks. GBH erreichen mit ihrem Debütalbum Platz #17 der UK-Charts. 1983 änderten sie ihren Namen zurück in GBH. Sie wurden von den meisten Fans so bezeichnet und die andere Gruppe hatte kein Lebenszeichen mehr von sich gegeben.
1986 wechselten GBH die Plattenfirma und veröffentlichten bis 1992 fünf Alben. Der Stil schwankte in dieser Zeit zwischen Thrash Metal und hartem Punk hin und her.
1997 erschien Punk Junkies auf SOS Records und 2002 das Album Ha Ha auf Go Kart Records. 2010 erschien das Album Perfume and Piss und zuletzt 2019 das Live-Album Give Me Fire Live At The Showplace, Dover, Nj, July 17th, 1983. Die Band ist auch heute noch aktiv. 

## Bedeutung
GBH gilt als eine der einflussreichsten Punkbands. Ihr harter kompromissloser Stil beeinflusste neben dem Hardcore auch die Entwicklung des Thrash- bzw. Speed-Metals. Ihre ersten beiden Alben wurden im Laufe der Zeit wieder neu aufgelegt.

## Diskografie

### Alben
- City Baby Attacked by Rats (1982)
- City Baby’s Revenge (1984)
- Midnight Madness and Beyond (1986)
- No Need to Panic (1987)
- A Fridge Too Far (1989)
- No Survivors (Livealbum, 1989)
- From Here to Reality (1990)
- Church of the Truly Warped (1992)
- Live in Japan (1993)
- Live in Los Angeles (1996)
- Punk Junkies (1997)
- Ha Ha (2002)
- Cruel & Unusual (2004)
- Perfume and Piss (2010)
- Dover Showplace 1983 (2014)
- Live At The Ace Brixton 1983 (2015)
- Momentum (2017)
- Give Me Fire Live At The Showplace, Dover, Nj, July 17th, 1983 (2019)

### Singles
- Leather, Bristles, Studs & Acne (1981)
- No Survivors (1982)
- Sick Boy (1982)
- Give Me Fire / Man Trap (1982)
- Catch 23 / Hellhole (1983)
- Do What You Do (1984)
- Oh No, It’s GBH Again EP (1986)
- Wot a Bargain (1988)
- Punk as Fuck (1999)
- Punk Rock Ambulance (2001)
- Cruel & Unusual (2004)

### Kompilationen
- Leather, Bristles, No Survivors and Sick Boys (1982)
- The Clay Years – 1981 to 84 (1990)
- Diplomatic Immunity (1990)
- The Clay Recordings '81-'84 (1992)
- The Clay Punk Singles Collection (1995)